# Columbia (Carolina del Norte)
Columbia es un pueblo ubicado en el condado de Tyrrell en el estado estadounidense de Carolina del Norte. Es sede del condado de Tyrrell. La localidad en el año 2000, tenía una población de 819 habitantes en una superficie de 1.2km², con una densidad poblacional de 678.3 personas por km².

## Geografía
Columbia se encuentra ubicado en las coordenadas 35°55′4″N 76°14′59″O / 35.91778, -76.24972. Según la Oficina del Censo, la localidad tiene un área total de 1,2 km² (0,5 mi²), de la cual 1,2 km² (0,5 mi²) es tierra y 0 km² (0 mi²) (0.0%) es agua.

### Localidades adyacentes
El siguiente diagrama muestra a las localidades en un radio de 36 kilómetros (22,4 mi) de Columbia.

## Demografía
En el 2000 la renta per cápita promedia del hogar era de $20.588, y el ingreso promedio para una familia era de $21.563. El ingreso per cápita para la localidad era de $12.216. En 2000 los hombres tenían un ingreso per cápita de $19.821 contra $17.361 para las mujeres. Alrededor del 33.70% de la población estaba bajo el umbral de pobreza nacional.